# Tödlicher Einsatz (2006)
Even Money ist ein US-amerikanisches Filmdrama aus dem Jahr 2006. Regie führte Mark Rydell, das Drehbuch schrieb Robert Tannen.

## Handlung
Die Romanautorin Carol Carver beschäftigt sich mit Glücksspielen, was sie jedoch vor ihrem Ehemann, dem Hochschullehrer Tom, verheimlicht. Sie belügt ihn, sie arbeite an einem neuen Buch. Währenddessen gibt sich die 13-jährige vernachlässigte Tochter der Eheleute, Nicole, Sexabenteuern hin. Carol lernt den Zauberkünstler Walter kennen, der seine beste Zeit bereits hinter sich hat. Er inspiriert sie zum Schreiben.
Der Polizeiermittler Detective Brunner nimmt den einflussreichen Buchmacher Victor ins Visier. Victors Konkurrent Augie glaubt, es biete sich eine Gelegenheit, die Geschäfte des Rivalen zu übernehmen.
Der Handwerker Clyde Snow finanziert seinem Bruder Godfrey ein College-Studium. Clyde ist aufgrund der Wettspiele hoch verschuldet.

## Kritiken
John Defore schrieb in der Zeitschrift The Hollywood Reporter vom 20. März 2006, der Film sei zu lang und beinhalte zahlreiche Klischees. Das Drehbuch sei zu ideenlos, um genügend Dramaturgie zu kreieren; es biete wenig Spaß, dafür aber viel Pathos. Kim Basinger wirke nicht überzeugend.
Stephen Holden schrieb in der New York Times vom 18. Mai 2007, der „Horrorfilm über Glücksspielssucht“ („scare movie about gambling addiction“) sei „düster“ und „entsetzlich“. Er kritisierte, dass der Film zu sehr auf Schockeffekte setze. Der von dem „unkontrolliert“ schauspielenden Tim Roth verkörperte Charakter von Victor würde eher in die Saw-Filme passen.
Robert Koehler schrieb in der Zeitschrift Variety vom 14. Mai 2007, der Film thematisiere die ethischen Aspekte der Wettspiele, er grabe jedoch kaum unterhalb der Oberfläche. Zu den Beteiligten würden genauso angesagte Stars wie Forest Whitaker wie auch frühere Stars wie Kim Basinger und Danny DeVito gehören. Die Substränge der Handlung seien im dritten Akt „mechanisch“ verknüpft.

## Hintergründe
Der Film wurde in Los Angeles gedreht. Seine Weltpremiere fand im März 2006 auf dem Festival South by Southwest statt. Im März/April 2007 wurde er in Finnland, in Griechenland und in Schweden auf DVD veröffentlicht; am 18. Mai 2007 kam er in die ausgewählten Kinos der USA, in denen er ca. 64 Tsd. US-Dollar einspielte.